# Meruňka sibiřská
Meruňka sibiřská (Prunus sibirica) je druh keře nebo malého stromu z čeledi růžovitých, pocházející ze severní Číny, Koreje, Mongolska a jihovýchodní Sibiře.

## Popis

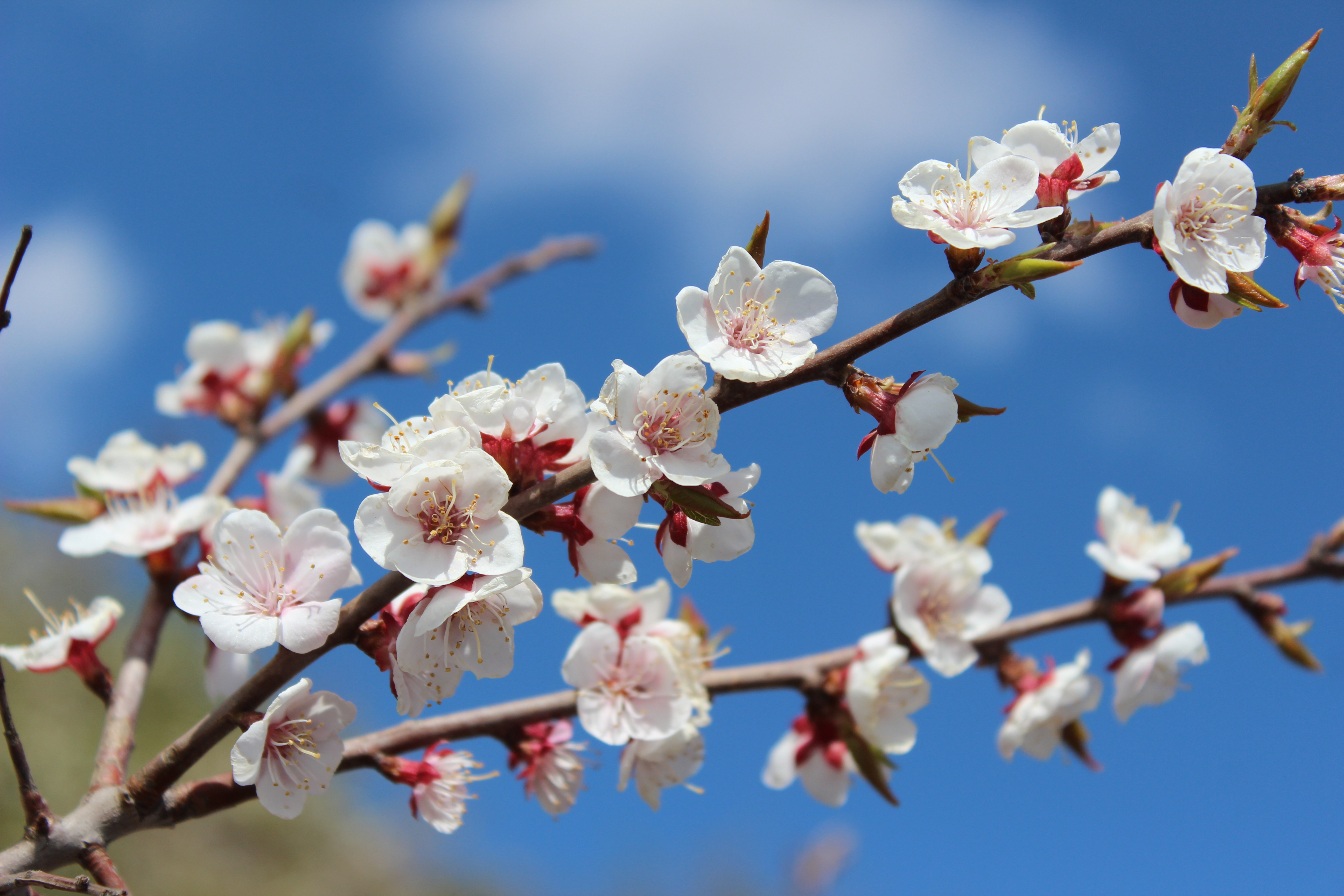
Detail květů

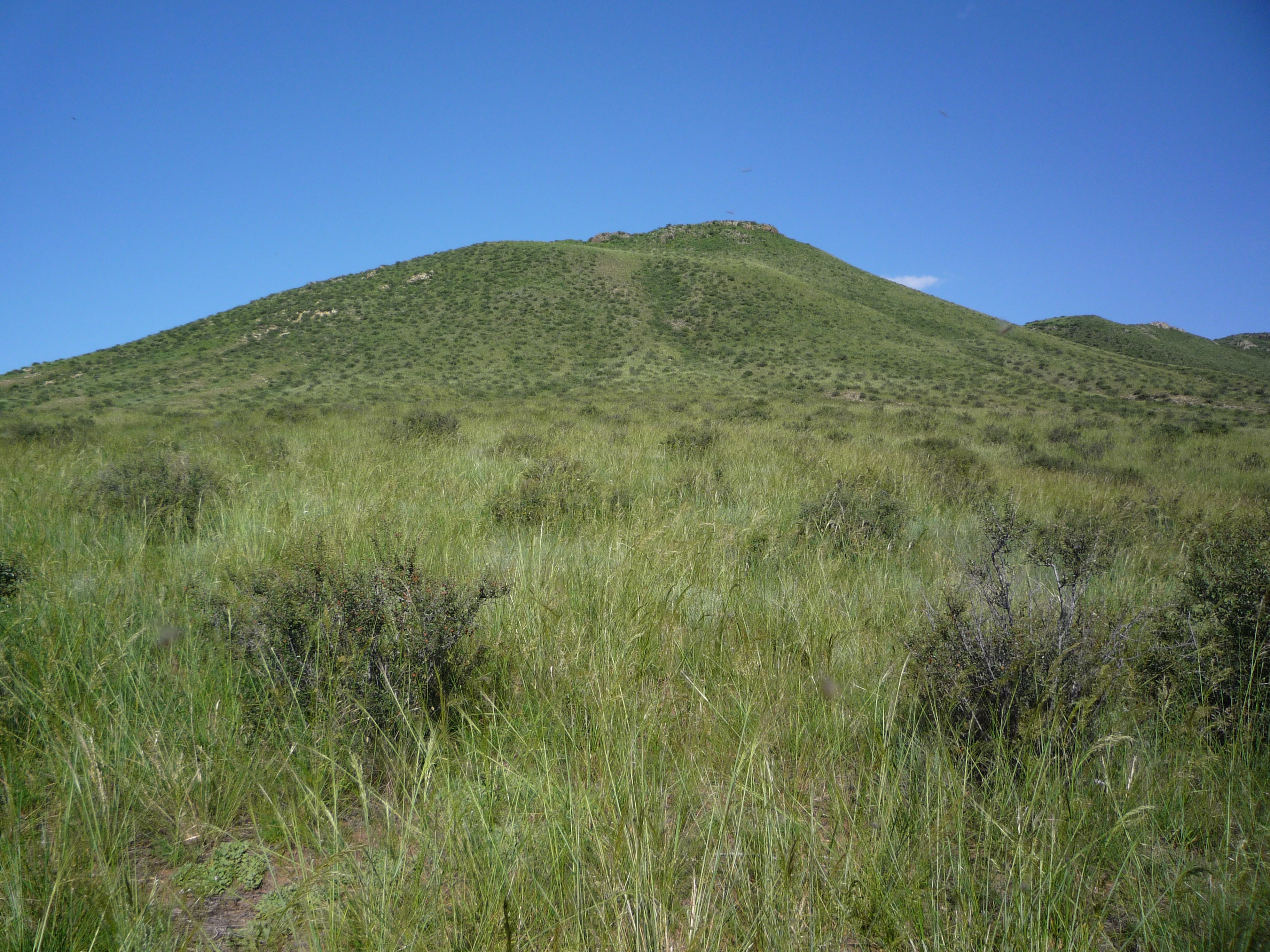
Biotop meruňky sibiřské v Mongolsku

Opadavý keř či malý strom s rozložitě uspořádanými větvemi. V příznivých podmínkách, zejména na vlhčím východě areálu, dosahuje výšky 3–5 metrů, naopak v suchých oblastech chladných mongolských stepí je pouze malým keřem o vzrůstu několika desítek centimetrů.
Kůra kmene je tmavě šedá, zatímco kůra větví je načervenalá až tmavě hnědá, zpočátku řídce chlupatá, ale brzy olysává. Červenohnědé zimní pupeny jsou vejčité až kuželovité, 2–4 mm dlouhé a okraje pupenových šupin jsou chlupaté.
Řapík listů je zpočátku chlupatý, ale brzy lysý, a je červený s délkou 2 až 3,5 cm, na bázi s palisty. Jednoduchá, vejčitá až téměř kruhová, špičatá listová čepel má délku 5 až 10 centimetrů a šířku 3 až 7 centimetrů, se zaoblenou srdčitou bází. Povrchy listů jsou zpočátku načervenalé, chlupaté a prachové, později lesklé zelené a lysé. Okraj listu je pilovitý (ale ne dvojitě pilovitý).
Květy se objevují brzy na jaře, vyrůstají jednotlivě. Květní stopka je asi 1 až 2 mm dlouhá a češule je zvenku fialová a na bázi chlupatá nebo lysá. Květy jsou oboupohlavné, o průměru 1,5 až 3,5 cm. Pět volných korunních lístků, téměř kruhového až vejčitého tvaru, je bílých s růžovými žilkami. Tyčinek je mnoho, jsou volné a téměř stejně dlouhé jako korunní lístky.
Plody, které zrají na počátku až v polovině léta, jsou žluté až oranžově červené peckovice, na straně obrácené ke slunci jsou načervenalé. Suchá a hustě strukturovaná dužina (mezokarp) se snadno odděluje od pecky (endokarp) a v plné zralosti se otevírá podél ventrální rýhy. Může být pouze 2,5 až 3 mm tlustá. Zploštělá pecka uvnitř plodu má hladký povrch a průměr 1,2 až 2,5 centimetru.

## Ekologie a rozšíření

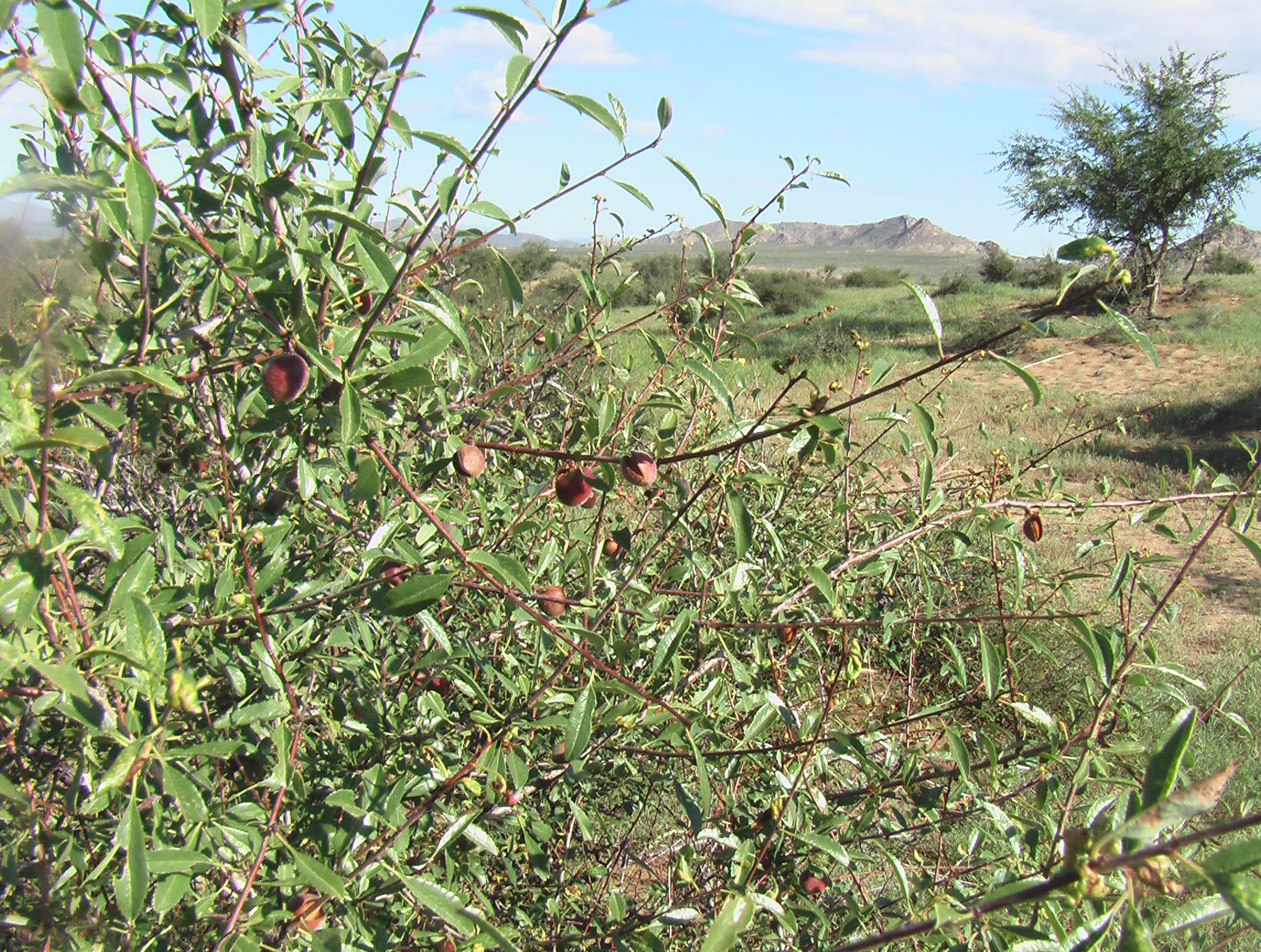
Divoce rostoucí keř

Areál výskytu zahrnuje Mongolsko, severní a severovýchodní provincie Číny, Burjatsko a Přímoří v Rusku a celý Korejský poloostrov. Roste na suchých výslunných svazích v křovinách, na travnatých pláních i ve světlých řídkých lesících, a to od nížin až do hor. Je velmi mrazuvzdorná (může přežít teploty až do −45 °C) a i jinak veskrze odolná: prosperuje i v podmínkách silného větru, nízkých srážek a na chudých půdách.

## Použití
Plody jsou jedlé, nicméně trpké, s tenkou dužinou a konzumují se zřídka. Konzumují se semena, syrová nebo vařená, která jsou hořká a chutí připomínají mandle; ve větším množství či jsou-li příliš hořká, je zde však riziko otravy jedovatým glykosidem amygdalinem. Používají se též k lisování jedlého oleje upravitelného jako proteinový nápoj.
Olej ze semen meruňky sibiřské byl studován jako zdroj bionafty. Obsah oleje v semenech příbuzné meruňky mandžuské (Prunus mandshurica) je však podstatně vyšší. Veškerá sklizeň pochází z divoce rostoucích rostlin; komerčně se nepěstuje a nejsou známy žádné vyšlechtěné kultivary. Pro svou odolnost je v severní Číně využívána též k zalesňování.

## Variabilita
Tento druh je vysoce geneticky variabilní. Byly popsány čtyři variety:
- var. sibirica: Listová čepel a řapík jsou většinou holé. Květy jsou jednotlivé o průměru 1,5 až 2 cm.
- var. multipetala: Listová čepel a řapík jsou lysé. Velké květy mají 3 až 3,5 cm v průměru. Roste pouze na svazích ve výškách asi 400 metrů na východě provincie Che-pej v Číně.
- var. pleniflora: Listová čepel a řapík jsou zpočátku chlupaté. Květy jmají 3 až 3,5 cm v průměru. Roste pouze v horských oblastech v nadmořských výškách asi 800 metrů na západě provincie Liaoning v Číně.
- var. pubescens: Listová čepel a řapík jsou zpočátku chlupaté, ale později jsou chlupy pouze v paždí žil na spodní straně listů. Květy jsou jednotlivé o průměru 1,5 až 2 cm.